# Muamer Brajanac
Muamer Brajanac (født 15. februar 2001) er en dansk professionel fodboldspiller, der spiller som angriber for Vålerenga. Han er født i Danmark og er af bosnisk afstamning.

## Klub karriere
Han fik sin danske Superliga-debut for AC Horsens den 25. oktober 2020 i en kamp mod FC Nordsjælland. Den 31. august 2021 blev han udlejet til den norske klub Aalesunds FK for resten af 2021.
Den 28. januar 2022 sluttede Brajanac sig til den danske 1. divisionsklub Hobro IK på en aftale indtil juni 2024. Efter to år i Hobro blev Brajanax solgt til den danske Superliga- klub Randers FC den 1. februar 2024, og underskrev en aftale indtil juni 2027.
Den 17. juni 2024 blev det bekræftet, at Brajanac vendte tilbage til Norge, da han havde underskrevet en aftale indtil 2027 med Vålerenga.

## Eksterne links
- Muamer Brajanac profil på Soccerway